# 逃走のファンク
「逃走のファンク」（とうそうのファンク）は、日本のヒップホップグループRHYMESTERのメジャー8枚目のシングル。2005年8月24日発売。発売元はキューンレコード。

## 概要
- 前作より1年1ヶ月ぶりとなるシングル。

## 収録曲
1. 逃走のファンク(3:33)
作詞：Sasaki Shiro・Sakama Diasuke、作曲：Sakama Diasuke・Dennis James Coffey、編曲：Mr.Drunk
2. REDZONE(3:53)
作詞：Sasaki Shiro・Sakama Diasuke、作曲：Yamamoto Jin・Eothen Alapatt、編曲：DJ JIN
3. REDZONE (Freestyle)(5:56)

## 収録アルバム
- オリジナル『HEAT ISLAND』（2006年3月8日）